# Ria Verda
Ria Verda est une chanteuse néerlandaise active pendant la seconde moitié du XXe siècle. Elle participe au premier programme télévisé de la Chaîne KRO ainsi qu'au premier spectacle diffusé en direct par la chaine VARA.

## Carrière musicale
Ria Verda naît vers 1930.  
À partir de 1948, elle commence à se produire dans des fêtes locales comme accordéoniste soliste et on la remarque déjà pour son talent,. Peu à peu, l'accordéon va passer au second plan tandis qu'elle prend des cours de chant avec Maria Hovingvan Driel. En juin 1949, à l'âge de 19 ans, elle intègre la troupe de Bobbejaan Schoepen et part en tournée en Indonésie. En trois mois, elle effectue 122 concerts devant environ 40 000 spectateurs,. Au début des années 1950, elle sort ses premières chansons au format 78 tours lors de collaborations avec l'orchestre de l'accordéoniste belge Lou Logist ou celui de Ger Van Leeuwen.   
Sa famille émigre au Canada au début des années 1950 mais elle choisit de rester aux Pays-Bas.
Elle se produit pendant plusieurs années avec l'acteur Fred Wiegman (en) (son mari, dont elle a deux enfants), l'acteur Frans du Mée (nl) et son épouse Ellen Castell,,. Son répertoire intègre des chansons françaises et allemandes, des adaptations néerlandophones de chansons américaines et des schlagers hollandais.  
En 1963, à la demande de la société canadienne Hupp, elle se produit à Trinidad avec Carla Lipp (nl). En février 1965, elle se produit au Bénin. Au cours de sa carrière, elle se produit aussi en Turquie, en Iran, à Curaçao et en Amérique centrale.

## Télévision
En mai 1949, elle apparaît dans la 114e émission du programme de télévision expérimental de Philips où on la remarque pour la qualité de son chant. En octobre 1951, elle chante sur un accompagnement du pianiste Guus Jansen lors du premier programme télévisé de la chaîne KRO. En 1956, elle participe au premier spectacle de divertissement diffusé en direct par la chaîne VARA depuis le théâtre Concordia de Bussum,.

## Spectacles pour enfants
Fred Wiegman décède dans un accident de voiture en octobre 1968. Elle délaisse alors sa carrière de chanteuse et gère une boutique de vin à Amsterdam,.
En mai 1972, elle lance Ria's feest un spectacle pour enfants durant lequel elle chante, joue de l'accordéon, fait des tours de magie et joue des marionnettes. À l'été 1973, elle présente ce spectacle en Californie. La même année, elle se produit jusqu'à 3 fois par semaine à travers les Pays-Bas. Elle poursuit cette activité au moins jusqu'en 1979.

## Discographie
| Année | Titres                                                                                               | Accompagnement                 | Label            |             |
| ----- | --- | ------------------------------ | ---------------- | ----------- |
| ?     | Au revoir cherie / Met een lach om je mond                                                           | Ger Van Leeuwen                | Omega            | 21 457,     |
| ?     | Zeven dagen lang / Ik blijf on jou treuren                                                           | Ger van Leeuwen                | Omega            | 22 179      |
| 1951  | En duo avec Bob Scholte (nl) Holdrioh, Lieve Echo / Alles Draait Om De Liefde                        | Emile Deltour                  | Omega            | 21 560      |
| 1952  | Ik zeg maar niets / ik droom allen van jou                                                           | Lou Logist                     | Decca            | 21 883      |
| 1952  | Anne Marie / In't groene, groene gras                                                                | Lou Logist                     | Decca            | 21 898      |
| 1953  | Elke Keer / Ik hoor bij jou en jij bij mij                                                           | Lou Logist                     | Decca            | 21 929      |
| 1954  | Avec la chorale d'enfants Kinderkoor de Karekieten (nl) M'n Moeders Verjaardag                       |                                | Omega            | 21 785      |
| 1957  | Ik zou op jou wachten / Jongens van de koopwaardij                                                   |                                | Fontana          | TF 264 111  |
| 1957  | Sur la compilation Klaver 4, avec le chœur de l'armée de l'air d'Hivelsum Jongens Van De Koopvaardij |                                | Decca            | V 63 008    |
| 1958  | Zolang er dagen zijn / Santiago                                                                      | Ger van Leeuwen                | Decca            | FM 264 167  |
| 1958  | Waarom stuur je me rozen? / Zeeman, wanneer kom je terug?                                            | Frans Poptie (nl)              | Decca            | FM 264 206, |
| 1958  | Rendez vous met Ria Verda (EP 4 titres)                                                              |                                | Decca            | V 63 033    |
| 1960  | De Zwaluw / Addio Amore                                                                              | Frans Poptie                   | Decca            | FM 264 300  |
| 1960  | Papieren Rozen / Arm eenzam meisje                                                                   | Harry van Hoof                 | Decca            | FM 264 329  |
| 1960  | Nooit op zondag / Salute! Cin-Cin!                                                                   | Harry de Groot (nl)            | Decca            | Fm 264 353  |
| 1960  | En duo avec André Reijs Zigeuner waarom / Een herrinering voor mij                                   |                                | His Master voice | 45 JF 286   |
| 1960  | (EP 4 titres) Nooit op zondag - Salute! Cin-cin! / Papieren rozen - Addio amore                      |                                | Decca            | V 63 096    |
| 1961  | pepe / Matrozen uit Piraeus                                                                          | Harry de Groot                 | Decca            | FM 264 382  |
| 1962  | Moon River / Komt een schip in Amsterdam                                                             |                                | Decca            | FM 264 438  |
| 1962  | Ik zal op jou wachten / Eenmal zal de storm bedaren                                                  |                                | Decca            | FM 264 460  |
| 1963  | Zeg maar "Auf Wiederseh'n" / Nino                                                                    | Coen van Orsouw (nl)           | Artone           | DR 25 226   |
| 1964  | Mama / Mandolino zing                                                                                | Coen van Orsouw                | Artone           | OS 25 273   |
| 1965  | Op dat bankje aan de Seine/ Bonjour mon ami                                                          |                                | Artone           | OS 25 276   |
| 1965  | Muzikale herrinering Santiago / Papieren Rozen                                                       | Ger van Leeuwen Harry de Groot | Decca            | AT 10 137   |
| 1965  | Rembrandtsplein / Eenmaal                                                                            | Coen van Orsouw                | Artone           | OS 25 318   |
| 1968  | Als je eenzam bent / Johnny, laat me gaan                                                            |                                | Artone           | DJ 25 774   |